# Виборчі округи Шрі-Ланки
Конституція Шрі-Ланки 1978 року передбачає вибори депутатів Парламенту з 22 багатомандатних виборчих округів через пропорційну виборчу систему.
Назви усіх виборчих округів, за винятком двох, збігаються з назвами округів, у яких вони розташовані. Двома винятками є Джафна (який охоплює адміністративні округи Джафна і Кіліноччі) і Ванні (який охоплює адміністративні округи Маннар, Муллайтіву і Вавунія). Перші загальні вибори, які прохидили в цих виборчих округах, були у 1989 році.

## Конституційне положення
Згідно з Конституцією, парламент повинен складатися з 225 осіб:
- 36 місць були розподілені між дев'ятьма провінціями, по чотири кожна (розділ 96(4)).[2] Комісія з делімітації розподіляє чотири місця між виборчими округами в кожній провінції.[2]
- 160 місць були розподілені між виборчими округами (розділ 98).[3] Виборча комісія розподіляє місця щорічно на основі кількості зареєстрованих виборців.
- 29 місць було зарезервовано до національного списку (розділ 99A).[4]

### Комісія з делімітації
Конституція вимагала створення комісії з делімітації для розмежування виборчих округів і розподілення 36 місць у провінціях. Конституція обмежила кількість виборчих округів до 20-25.
Комісія з делімітації була призначена 29 листопада 1978 року. Її рішення було опубліковано 15 січня 1981 року. Країна була розділена на 22 виборчі округи. 20 з 22 назвиваються так само, як і адміністративні округи, в яких аони розташовані. ІДвома винятками є Джафна (який охоплює адміністративні округи Джафна і Кіліноччі) і Ванні (який охоплює адміністративні округи Маннар, Муллайтіву і Вавунія). 36 провінційних місць були розподілені таким чином:
| Провінція           | Виборчий округ | Кількість місць |
| ------------------- | -------------- | --------------- |
| Центральна          | Канді          | 1               |
| Центральна          | Матале         | 1               |
| Центральна          | Нувара-Елія    | 2               |
| Східна              | Ампара         | 2               |
| Східна              | Баттікалоа     | 1               |
| Східна              | Тринкомалі     | 1               |
| Північна            | Джафна         | 1               |
| Північна            | Ванні          | 3               |
| Північно-Центральна | Анурадхапура   | 2               |
| Північно-Центральна | Полоннарува    | 2               |
| Північно-Західна    | Курунегала     | 2               |
| Північно-Західна    | Путталам       | 2               |
| Сабарагамува        | Кегалле        | 2               |
| Сабарагамува        | Ратнапура      | 2               |
| Південна            | Галле          | 1               |
| Південна            | Матара         | 1               |
| Південна            | Хамбантота     | 2               |
| Ува                 | Бадулла        | 2               |
| Ува                 | Монерагала     | 2               |
| Західна             | Коломбо        | 2               |
| Західна             | Гампаха        | 1               |
| Західна             | Калутара       | 1               |